# Sphelodon annulicornis
Sphelodon annulicornis är en stekelart som först beskrevs av Morley 1914.  Sphelodon annulicornis ingår i släktet Sphelodon och familjen brokparasitsteklar. Inga underarter finns listade i Catalogue of Life.